# Polyscias gracilis
Polyscias gracilis là một loài thực vật thuộc họ Araliaceae. Đây là loài đặc hữu của Mauritius.